# Дон Генлі
Дональд (Дон) Г'ю Генлі (англ. Donald Hugh Henley; нар. 22 липня 1947, Гілмер, Техас) — американський кантрі-рок-музикант (автор пісень, вокаліст, барабанщик), серед численних музичних та громадських проектів якого перше місце займає група Eagles.
Генлі почав професійно займатися музикою в 1970 році у складі каліфорнійської команди Shiloh, яка працювала з Кенні Роджерсом. У наступному році Генлі і Гленн Фрей гастролювали разом з Ліндою Ронстадт, а потім створили нову групу — Eagles. Перша ж написана Генлі пісня — «Witchy Woman» — дійшла до найкращої десятки Billboard Hot 100.
З часом значення Генлі в групі зростало, і вона стала стійко асоціюватися з його хриплуватим вокалом. Разом з Фреєм він написав і виконав найвідоміші хіти групи, включаючи «Desperado» і «Hotel California». У листопаді 1980 р. він був затриманий поліцією за звинуваченням у зберіганні наркотиків, після того, як 16-річній повії, яка перебувала з ним в готельному номері, стало погано від кокаїну.
Після фактичного розпаду Eagles Генлі записав дует зі своєю тодішньою подругою, Стіві Нікс з Fleetwood Mac. Пісня стала хітом, і за нею пішов сольний альбом «I Can't Stand Still», випущений з якого сингл «Dirty Laundry» досяг третього місця в поп-чартах.
У 1984 році з'явився наступний альбом Генлі, «Building the Perfect Beast», який танцювальними мотивами й достатком синтезаторів сильно відрізнявся від того, що записували Eagles. Цей шедевр «нової хвилі» розійшовся багатомільйонним тиражем, а пісні «All She Wants to Do Is Dance» і «The Boys of Summer» стали великими хітами в радіоефірі, причому остання принесла Генлі премію «Греммі» за найкращий чоловічий рок-вокал. Наступний альбом, «The End of the Innocence», був ще більш успішним і також був удостоєний «Греммі».
На початку 1990-х Генлі багато в чому відійшов від музики (хоча час від часу з'являлися його дуети з Патті Сміт (Patty Smyth з групи Scandal), Роджер Вотерсом і різними кантрі-музикантами), щоб присвятити себе ряду громадських починань, включаючи збереження спадщини його улюбленого письменника, Генрі Девіда Торо. У 1995 році він зіграв пишне весілля з колишньою моделлю Шерон Самеролл (матір'ю його трьох дітей) — на імпровізованому концерті в честь цієї події зіграли його друзі Брюс Спрінгстін, Стінг, Біллі Джоел, Шеріл Кроу і Тоні Беннетт.

## Дискографія
- I Can't Stand Still (1982)
- Building the Perfect Beast (1984)
- The End of the Innocence (1989)
- Inside Job (2000)
- Cass County (2015)